# Google Stadia
Stadia fue un servicio para videojuegos en la nube operado por Google. Haciendo uso de los centros de datos de esta última, Stadia poseía la capacidad de retransmitir videojuegos a 1080p en su modalidad gratuita, mientras que la suscripción de pago admitía hasta resolución 4K a 60 fotogramas por segundo (f/s), con capacidad de alto rango dinámico (HDR), sonido envolvente 5.1, y la posibilidad de jugarlos de forma remota.
Google integró este servicio con varios de sus productos, como por ejemplo con el navegador web Chrome (accesible desde cualquier smartphone o PC) o con la plataforma de vídeos YouTube.

## Historia
Durante su desarrollo el servicio fue llamado Proyecto Stream y debutó en octubre de 2018 con una beta cerrada retransmitiendo el videojuego Assassin's Creed: Odyssey. Compitiendo con servicios similares, como PlayStation Now de Sony Interactive Entertainment, Nintendo Switch Online de Nintendo o el Project xCloud y Xbox Game Pass de Microsoft, Google anunció Stadia en marzo de 2019 y en junio de 2019 emitió en YouTube el primer episodio de Stadia Connect, un boletín oficial de noticias y novedades sobre la plataforma. En el mismo se dieron más detalles acerca de cuáles serían los planes de suscripción, los requisitos para poder usar la plataforma, los videojuegos disponibles en la misma, los países en los que se efectuaría el lanzamiento inicial y las compañías participantes.
Tras meses de pruebas y de anunciar las características del servicio, Google abrió la versión comercial de Stadia el 19 de noviembre de 2019. El 8 de abril de 2020, Google lanzó el servicio "Stadia Base" de forma gratuita a todos los usuarios con una cuenta de Google.
El 29 de septiembre de 2022, poco tiempo antes de que Stadia cumpliese su tercer aniversario, Google anunció el cierre de la plataforma. Mediante un comunicado en el blog oficial de la compañía, The Keyword, explican que a pesar de contar con la tecnología necesaria, la falta de atracción por parte del público y la competitividad de las empresas en sector de los videojuegos han sido los principales motivos que han llevado a Google a tomar esa decisión. Aun así, han asegurado que los usuarios podrán seguir accediendo a Stadia con normalidad y disfrutar de los títulos que hayan comprado, aunque no podrán adquirir nuevo contenido. También han afirmado que reembolsarán a los usuarios el dinero de los juegos y el hardware que hayan usado en su plataforma.
El 17 de enero de 2023, a pocas del cierre de Stadia, Google anunció la creación de una herramienta para liberar el módulo Bluetooth de su mando, a fin de facilitar a los usuarios del mismo su utilización con otras plataformas y dispositivos que cuenten con dicha conexión inalámbrica.
Finalmente, el 18 de enero de 2023, a las 11:59 PM (Hora del Pacífico), Google cerró Stadia de forma definitiva.

## Características
Al ser un servicio de entretenimiento en la nube, Stadia no requería de hardware adicional, necesitando únicamente que el ordenador u otros dispositivos, tengan conexión a Internet y puedan ejecutar Chrome. Stadia ha sido integrado con YouTube ya que la posibilidad de jugar videojuegos de forma remota se ve como una extensión natural a la retransmisión en directo. Según Phil Harrison, jefe de producto de Stadia, el nombre de la plataforma estaba basado en los estadios (del latín stadium), y con este nombre se buscaba transmitir que Stadia sería una «colección de entretenimiento» en donde los espectadores tendrían la oportunidad de elegir entre simplemente observar un videojuego o tomar parte activa del mismo.
Como Google ha construido una gran cantidad de data centers en todo el mundo, la compañía creía que Stadia estaría en una mejor posición para jugar los juegos en la nube en comparación con otras compañías, ya que la mayoría de los jugadores estarían geográficamente cerca de un centro de datos. Stadia admitía la transmisión de juegos en HDR a 60 cuadros por segundo con resolución 4K. Los jugadores podían iniciar juegos sin tener que descargar o instalar contenido a su dispositivo personal.
Stadia ofreció dos tipos de servicio, un servicio gratuito (inicialmente en el lanzamiento conocido como "Stadia Base" pero después de abril de 2020, simplemente "Stadia") y una suscripción mensual llamada "Stadia Pro". El servicio gratuito de Stadia limitaba la transmisión a resoluciones de 1080p. El servicio Stadia Pro tenía un valor aproximado de 10€ al mes, pero permitía a los usuarios acceder a tasas de transmisión más altas, de hasta 4K de resolución, acceder a una biblioteca de juegos gratuitos a lo largo del tiempo y obtener descuentos en otros juegos ofrecidos para Stadia. Harrison llegó a declarar que también estaban buscando ofrecer suscripciones de editor y otros modelos en el futuro; por ejemplo, Ubisoft anunció que su servicio de suscripción a Uplay Plus estaría disponible para los usuarios de Stadia.
Originalmente, desde abril de 2020, a los nuevos usuarios de Stadia se les ofrecía un período limitado de acceso gratuito a las funciones de Stadia Pro, y retenían en su cuenta los juegos que se compraran durante este período si vuelven al servicio gratuito de Stadia; inicialmente, los nuevos usuarios recibieron dos meses de acceso Pro, que se redujo a un mes a partir del 3 de junio de 2020.
Los requisitos de velocidad de Internet para los diferentes tipos de calidad de imagen del servicio de Stadia fueron los siguientes:
| Ancho de banda necesario | Calidad de vídeo        | Calidad de audio |
| ------------------------ | ----------------------- | ---------------- |
| 10 Mbit/s                | 720p, 60 FPS            | Stereo           |
| 20 Mbit/s                | 1080p HDR Video, 60 FPS | 5.1 Surround     |
| 35 Mbit/s                | 4K HDR Video, 60 FPS    | 5.1 Surround     |

## Desarrollo

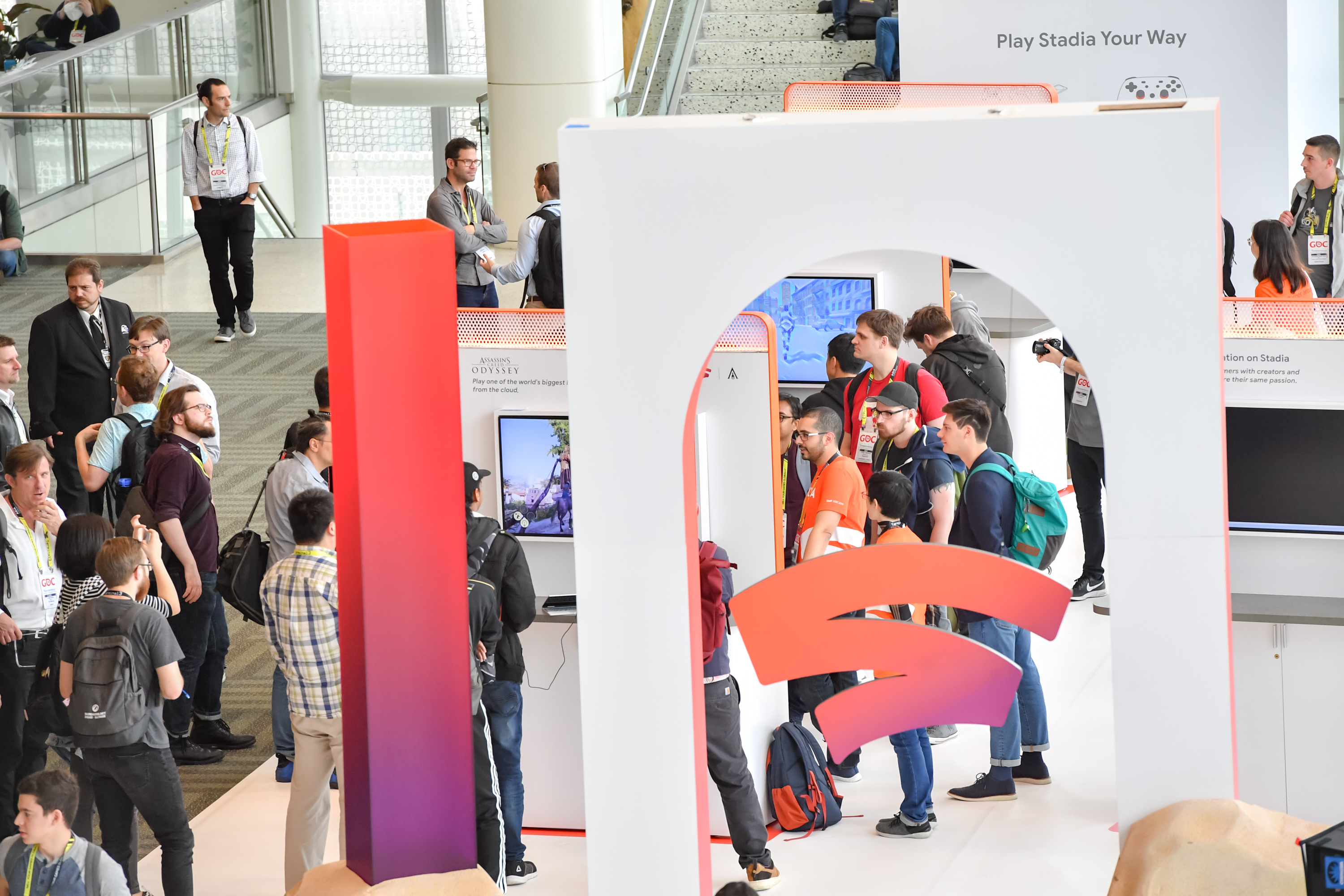
Stadia fue anunciado formalmente en la GDC 2019.

Stadia marca la primera vez en la que Google entra en la industria de los videojuegos como servicio. La mayor diferencia de Stadia con otros servicios como OnLive, GeForce Now o Playstation Now, era la capacidad de ejecutar el servicio a través del navegador web Chrome en lugar de plataformas específicas de videojuegos.
Google anunció el servicio en octubre de 2018 e inmediatamente ofreció invitaciones a betatesteadores con acceso a Assassin's Creed: Odyssey. Solo jugadores que cumplían con los requisitos mínimos de velocidad de conexión a Internet pudieron participar y ejecutar el videojuego en Chrome. Al terminar la beta, los participantes recibieron una copia gratuita del videojuego.

## Lanzamiento
Stadia fue formalmente anunciado en GDC 2019. y se lanzó inicialmente el 19 de noviembre de 2019 con un "Founder's Pack", que incluía un Chromecast Ultra, un mando "Midnight Blue Stadia" de edición limitada, tres meses de servicio Pro y tres meses adicionales de servicio Pro para regalar a un amigo.
El servicio se expandió a varios dispositivos Samsung Galaxy, Razer Phone y ASUS ROG Phone en febrero de 2020. A partir de junio de 2020, Stadia se hizo accesible en los teléfonos de las series 5, 6 y 7 de OnePlus, y el acceso se puede habilitar en otros teléfonos y tabletas Android con Android 6 y superior como una característica "experimental".
Para dar apoyo a la nueva plataforma, Google también anunció la formación de una nueva compañía desarrolladora de videojuegos, llamada Stadia Games and Entertainment, liderada por Jade Raymond. Además de desarrollar videojuegos propios, esta compañía asistirá con la portabilidad de videojuegos realizados por otras desarrolladoras a la plataforma Stadia. El primer estudio se estableció en Montreal el 24 de octubre de 2019.
En diciembre de 2019, la división Stadia Games and Entertainment adquirió Typhoon Studios para desarrollar contenido adicional para la plataforma.
Un segundo estudio de Stadia, ubicado en Playa Vista, Los Ángeles, se abrió en marzo de 2020, dirigido por el exjefe de Sony Santa Mónica, Shannon Studstill.

## Características técnicas
Tras el lanzamiento, el hardware en los servidores de Stadia contaba con un procesador Intel x86 personalizado con frecuencia de reloj a 2.7 GHz, con AVX2 y 9.5 megabytes de caché L2+L3. También hacía uso de una GPU AMD personalizada basada en la arquitectura Vega con memoria HBM2, 56 unidades de cómputo y 10.7 teraFLOPS. El servicio también cuenta con almacenamiento en disco de estado sólido y 16 GB de RAM (que admite hasta 484 GB/s de ancho de banda) compartidos entre la GPU y la CPU.

### Mando de control
Google desarrolló un mando para Stadia. El controlador o mando podía conectarse mediante un cable físico al dispositivo o directamente a los servidores de Google a través de una red WiFi, para reducir la latencia entre el controlador con los servicios de Stadia. El mando ha estado disponible desde su lanzamiento en varios colores como:
- Mando blanco con botones negros
- Mando negro con botones grises
- Mando azul claro con botones negros

El diseño del mando parecía una combinación entre el control de las consolas PlayStation 4 y Xbox One.
Al igual que muchos mandos, este incluía la cruceta, los dos joysticks (L3 y R3), los cuatro botones (A, B, X e Y), los gatillos L1, L2, R1 y R2, el botón "Home", el botón para realizar capturas de pantalla, y el botón "opciones". Otros botones originales en el mando de Stadia son "asistente de voz" y el botón "menú".

## Videojuegos
En el pasado se anunciaron algunos videojuegos que serían publicados para Stadia. Además de Assassin's Creed: Odyssey, también estaría disponible Doom Eternal, de la empresa Id Software. A esta lista también se agregaron otros títulos desarrollados por Stadia Games and Entertainment. 
En el Stadia Connect del 6 de junio de 2019 se anunciaron algunos juegos que saldrían de lanzamiento los cuales fueron:
| - Assassin's Creed Odyssey - Assassin's Creed: Valhalla - Attack on Titan 2 - Arcade Paradise - Baldur’s Gate III - Borderlands 3 - Black Widow: Recharged - Cyberpunk 2077 - Darksiders Genesis - Destiny 2 (completo) - Destroy all humans - Dragon Ball Xenoverse 2 - Doom (2016) - Doom Eternal - Farming Simulator 19 - Final Fantasy XV - Football Manager 2020 - Get Packed - Gods & Monsters - GRID - Gylt | - Just Dance 2021 - Kine - Looking for Aliens! - Metro Exodus - Mortal Kombat 11 - NBA 2K21 - Power Rangers: Battle For the Grid - Rage 2 - Red Dead Redemption 2 - Samurai Shodown - SuperHOT - The Crew 2 - Tom Clancy's The Division 2 - The Elder Scrolls Online - Thumper - Tomb Raider (trilogía de 2013) - Tom Clancy's Ghost Recon Breakpoint - Trials Rising - Wolfenstein: Youngblood - Watch Dogs: Legion - FIFA 21 |

En noviembre de 2019, Google anunció la fundación de su primer estudio de videojuegos exclusivos para Stadia, ubicado en la ciudad de Montreal. Adicionalmente, también compró algunos estudios de videojuegos, como Typhoon Studios, creadores de Journey to the Savage Planet, con el fin de dotar de más contenido a Stadia.
En febrero de 2021, Google anunció el cierre de sus estudios de videojuegos para Stadia, incluyendo tanto los nuevos estudios como aquellos recientemente adquiridos. 

## Disponibilidad
Stadia se lanzó en noviembre de 2019 en catorce países: Bélgica, Canadá, Dinamarca, Finlandia, Francia, Alemania, Irlanda, Italia, Países Bajos, Noruega, España, Suecia, Reino Unido y Estados Unidos. En un primer momento solo podía adquirirse el servicio "Stadia Pro".
En abril de 2020, Google puso Stadia a disposición de cualquier persona de forma gratuita en los países inicialmente admitidos.

## Recepción

### Prelanzamiento
Algunos críticos mencionaron que el servicio tenía poca latencia y que no había mucha diferencia con jugar el videojuego de forma local. Sin embargo, dependiendo de las redes Wifi, la retransmisión del videojuego sufrió de una resolución de pantalla reducida e incluso presentó retardos. En una prueba realizada por The Verge no se notó retardo alguno al utilizar una conexión cableada Ethernet pero sí se mostró intermitente a través de una conexión wifi. Incluso en una conexión cableada la retransmisión no tuvo resolución 4K y, ocasionalmente, fue borrosa. Polygon mencionó que la compresión de audio del servicio era perceptible.
Por su parte, Ars Technica mencionó que el inicio de sesión en Stadia era más simple que en otros servicios similares.

### Post-lanzamiento
Stadia recibió críticas mixtas en su lanzamiento. Además, este tipo de servicios dependen enormemente de la conexión a Internet disponible y algunos usuarios podrían obtener una buena experiencia y para otros sin buena conexión, la experiencia sería desfavorable.
Algunos juegos como Red Dead Redemption 2 sufrieron una reducción de calidad gráfica y la mayoría de títulos que se publicitaron que se podrían jugar a resolución 4K y 60 cuadros por segundo se movían a 30. Además, en muchos casos el videojuego no se ejecutaba en los servidores de Stadia a 4k, sino que la resolución final se obtenía mediante un reescalado, lo que supone una menor calidad gráfica. Google aseguró que ellos pueden realizar la retransmisión a 4K y 60 f/s y que son las compañías desarrolladoras las que han forzado la bajada a 30 f/s.
Hacia finales de enero de 2020, los usuarios de Stadia expresaron su preocupación por la postura poco comunicativa de Google sobre Stadia. Google respondió aconsejando a los usuarios visitar su foro o comunidad Stadia, donde proporcionaría actualizaciones semanales sobre el progreso de las características de Stadia, y que en términos de futuros juegos en la mayoría de los casos, lo habían dejado a los editores para anunciar cuándo estos juegos estarían disponibles en Stadia.
Stadia confirmó que en 2020 tuvieron más de 750.000 usuarios mensuales y que para 2022 tendrían más de cien juegos nuevos en la tienda.

## Cierre
El 29 de septiembre de 2022, Google anunció en su blog The Keyword que cerraría Stadia y reembolsaría todas las compras de hardware y software relacionadas con el proyecto, aunque los usuarios pudieron seguir accediendo a sus juegos adquiridos hasta la fecha definitiva de cierre. El servicio dejó de estar disponible al público desde el 18 de enero de 2023.